# Thierry Zaboitzeff
Thierry Zaboitzeff, né le 27 juillet 1953 à Maubeuge (France), est un musicien (multi-instrumentiste) et compositeur français qui travaille en tant qu'artiste indépendant.

## Biographie
Il a été co-directeur artistique avec Gérard Hourbette du groupe Art Zoyd de 1975 à 1997. En 1997, il quitte le groupe Art Zoyd, réalise ses propres projets et se produit en solo,,. Depuis ce temps-là, il travaille également régulièrement pour la compagnie de danse autrichienne editta braun company (ebc).
Il crée par la suite les formations Zaboitzeff and Crew en 1999, et Aria Primitva en 2018,. Thierry Zaboitzeff écrit également pour le film, le théâtre, la danse, les événements multi-media « son et lumière » et publie régulièrement des albums,.
Thierry Zaboitzeff vit à Hallein près de Salzbourg (Autriche).

## Discographie

### avec Art Zoyd
Sauf précision, Gérard Hourbette et Thierry Zaboitzeff sont les compositeurs de ces albums.
- 1976 : Symphonie pour le jour où bruleront les cités, compositeurs Gérard Hourbette, Thierry Zaboitzeff et Rocco Fernandez, LP/Vinyle, Label : AZ Production Michel Besset. Nouvel enregistrement en 1980 avec le label Atem.
- 1979 : Musique pour l'Odyssée, LP, Label : Atem Recommended Records
- 1980 : Génération sans futur, compositeurs Gérard Hourbette, Thierry Zaboitzeff, Alain Eckert et Gilles Renard, LP, Label : Atem
- 1982 : Phase IV, Double LP, Label : Recommended Records
- 1983 : Les espaces inquiets, LP. Label : Cryonic Inc.
- 1985 : Le mariage du ciel et de l'enfer, pour le ballet de Roland Petit, LP et CD1, Label : Cryonic Inc.
- 1988 : Berlin, LP ; Label : Cryonic Inc.
- 1988 : Nosferatu, pour le film de F.W. Murnau, CD, Label : Mantra
- 1990 : Art Zoyd - J. A. Deane - J. Greinke, compositeurs Gérard Hourbette, Thierry Zaboitzeff, J.A Deane et Jeff Greinke, CD, Label : Ear-Rational Records
- 1993 : Marathonnerre I, CD et Double CD , Label : Atonal Records
- 1993 : Marathonnerre II, CD, Label : Atonal Records
- 1995 : Faust, pour le film de F.W. Murnau, CD, Label : Atonal Records
- 1997 : Häxan, pour le film de B. Christensen, CD, Label : Atonal Records

### Thierry Zaboitzeff & Crew
- 2000 : Miniaturen (Zoydian Suite In 3 Movements) CD, Label : Atonal Records 2000, réédition en album digital en 2009 sous le label Booster.
- 2004 : Missa Furiosa, CD, Label : Intoxygene
- 2007 : Voyage au centre de la terre, CD, Label : Booster, réédition en album digital en 2009 sous le label Booster/Wtpl-music.
- 2020 : Miniaturen Remastered, album digital, Label : Booster

### avec Harald Friedl
- 2007 : Rauch, CD, Label : Extraplatte, réédition en album digital en 2009 sous le label Booster.

### Aria Primitiva
- 2018 : Work In Progress, CD EP et EP digital, Label : Booster/Wtpl-music
- 2019 : Sleep No More, CD et album digital, LP Vinyle, Label : Monstre Sonore/Wtpl-music

### en solo
- 1984 : Prométhée, LP Vinyle, Label : Cryonic Inc.
- 1992 : Dr. Zab & his robotic string orchestra, CD, Label : Mantra
- 1995 : Epreuves d’acier Fragments d’une forge , (single CD – livre disque de Philippe Schlienger), Label : Soundtracks - Les Insatisfaits
- 1997 : Heartbeat (Concerto For Dance & Music Op. 1), CD, Atonal Records
- 1998 : India, CD, Label : Atonal Records
- 1999 : Alice (Les chants d’Alice et du vieux monde), CD, Label : Atonal Records
- 2000 : Nebensonnen (Works for pianos and soft electronics) CD, Label : Atonal Records
- 2001 : Dr. Zab. Vol.2, The Fantômatick Bands, CD, Label : Atonal
- 2007 : Iva Lirma - Archives (02-07), CD, Label : Margen Records
- 2009 : Nebensonnen (Works for pianos and soft electronics), album digital, Label : Booster
- 2009 : Backup, album digital, Label: Booster/Wtpl-music
- 2010 : Sequences, CD et album digital, Label : Booster/Wtpl-music
- 2012 : Sixteenth, CD et album digital, Label : Booster/Wtpl-music
- 2013 : Planet Luvos, CD et album digital, Label : Booster/Wtpl-music
- 2014 : The Cabinet of Dr. Caligari - Ciné-Concert, album digital et DVD Video, Label : Booster/Wtpl-music
- 2016 : Multiple Distortions (Archives 2005-2016), CD et album digital, Label : Booster/Wtpl-music
- 2017 : Feuerwelt. Eine Science Fiction, album digital, Label : Booster
- 2019 : Short Live Express, album digital, Label : imd-zabmusic / Bandcamp
- 2019 : Layaz, album digital, Label : Booster
- 2019 : Dr. Zab - alternative tracks and other unpublished songs, EP digital, Label : imd-zabmusic / bandcamp
- 2020 : Trails, album digital, Imd-zabmusic / Bandcamp
- 2020 : Nebensonnen Remastered, album digital, Label : imd-zabmusic
- 2020 : LoSt, single digital, Imd-zabmusic
- 2020 : Professional Stranger, album digital, Label : imd-zabmusic
- 2021 : Dr. Zab & His Robotic Strings Orchestra (artist's edition), album digital, Label : imd-zabmusic
- 2021 : Le Lac Des Signes / Komba version piano, single digital, Label : imd-zabmusic
- 2021 : The Fantômatick Bands Dr. Zab Vol. 2 Remastered, album digital, Label : imd-zabmusic
- 2021 : Heartbeat (Remastered), album digital, Label : imd-zabmusic
- 2021 : Prométhée (Artist's edition) album digital, Label : imd-zabmusic
- 2021 : Professional Stranger, CD, Label : imd-zabmusic
- 2021 : Iva Lirma (Remastered 2021), album digital, Label : imd-zabmusic
- 2021 : India (Remastered), album digital, Label : imd-zabmusic
- 2021 : Pagan Dances, album digital, Label : imd-zabmusic
- 2022 : 50 ans de musique(s), coffret rétrospective de 3 CD, Label : Monstre Sonore - WTPL Music, PIAS
- 2023 : réminiscenes (single), album digital, Label : imd-zabmusic
- 2023 : LUVOS migrations, EP, album digital, Label : imd-zabmusic
- 2024 : LE PASSAGE (single), CD et album digital, Label : Monstre Sonore - WTPL Music, PIAS
- 2025 : HEAT, CD et album digital, Label : imd-zabmusic

## Filmographie

### sur Thierry Zaboitzeff
- Thierry Zaboitzeff& Crew: Missa Furiosa, Am Anfang war der Klang, documentaire de Harald Friedl, A 2002.

### avec Harald Friedl
- Africa representa, musique Thierry Zaboitzeff, A 2003.
- Diesseits von Afrika: Entdeckung Lesachtal, musique Thierry Zaboitzeff, A 2004.

### avec Nathalie Borgers
- Catching Haider, musique Thierry Zaboitzeff, A/D 2015.
- Winds of Sand, Women of Rock, musique Thierry Zaboitzeff, F/A 2009.